# Kaskaluobbal
Kaskaluobbal är en sjö i Jokkmokks kommun i Lappland och ingår i Luleälvens huvudavrinningsområde. Sjön har en area på 0,274 kvadratkilometer och ligger 377 meter över havet. Kaskaluobbal ligger i Såkkevarats Natura 2000-område. Sjön avvattnas av vattendraget Keutatjbäcken.

## Delavrinningsområde
Kaskaluobbal ingår i det delavrinningsområde (738157-166394) som SMHI kallar för Utloppet av Kaskaluobbal. Medelhöjden är 391 meter över havet och ytan är 2,13 kvadratkilometer. Räknas de 3 avrinningsområdena uppströms in blir den ackumulerade arean 16,21 kvadratkilometer. Keutatjbäcken som avvattnar avrinningsområdet har biflödesordning 4, vilket innebär att vattnet flödar genom totalt 4 vattendrag innan det når havet efter 231 kilometer. Avrinningsområdet består mestadels av skog (37 procent) och sankmarker (50 procent). Avrinningsområdet har 0,27 kvadratkilometer vattenytor vilket ger det en sjöprocent på 12,9 procent.